# Горный Ручей
Горный Ручей — посёлок в Вытегорском районе Вологодской области.
Входит в состав Оштинского сельского поселения, с точки зрения административно-территориального деления — в Оштинский сельсовет.
Расположен при впадении в реку Водлицу её правых притоков Учейручей, Челмасручей, Горнручей. Расстояние по автодороге до районного центра Вытегры — 50 км, до центра муниципального образования села Ошта — 50 км. Ближайший населённый пункт — Верхняя Водлица.
По переписи 2002 года население — 311 человек (166 мужчин, 145 женщин). Преобладающая национальность — русские (97 %).
В реестр населённых пунктов в 1999 году был внесён под названием Горнручей. Изменение в реестр внесено в 2001 году.